# Henryk Gierszyński
Henryk Mieczysław Gierszyński (ur. 11 stycznia 1848 w Sandomierzu, zm. 9 listopada 1930 w Paryżu) – polski lekarz, działacz emigracyjny i polityk demokratyczno-niepodległościowy, zwolennik idei Towarzystwa Demokratycznego Polskiego i lewicy czerwonych z 1863 r., przeciwnik stronnictwa Hôtel Lambert, członek korespondent Towarzystwa Muzeum Narodowego Polskiego w Rapperswilu od 1892 roku.

## Życiorys

### Rodzina i pochodzenie
Rodzina Gierszyńskich należała do mieszczaństwa sandomierskiego. Ojcem Henryka był urzędnik Jan Gierszyński, pisarz Szkoły Powiatowej Sandomierskiej, następnie więzienia sandomierskiego. Matka Henryka to Karolina z Migurskich, córka Walentego Migurskiego herbu Nagody, mierniczego królewskiego Stanisława Augusta Poniatowskiego. Henryk miał czworo rodzeństwa: Jana Erazma (1850), Józefę Izabellę Ignację (1852), Michalinę (1853) i Romana (1857).

### Edukacja i udział w powstaniu styczniowym
Uczęszczał do gimnazjum sandomierskiego. Po śmierci ojca ok. 1860 rodzina przeniosła się do Warszawy, gdzie Henryk kontynuował naukę w jednym z gimnazjów warszawskich. W tym czasie brał udział w manifestacji młodzieży zorganizowanej na wieść o śmierci Joachima Lelewela w maju 1861. Wybuch powstania styczniowego zastał Henryka w Piotrkowie Trybunalskim, gdzie przeniósł się wraz z rodziną. Jako 15-letni chłopak walczył w oddziale Edmunda Taczanowskiego, największym w województwie kaliskim. Schwytany przez Rosjan, został odesłany do domu ze względu na wiek. W 1865 ukończył gimnazjum piotrkowskie pod nadzorem policyjnym.

### Emigracja i studia medyczne
W 1866 przedostał się za granicę, do Krakowa, skąd ruszył przez Wiedeń do Włoch, szukając tam rzekomo istniejącej polskiej szkoły wojskowej. Przekonawszy się, że szkoła taka nie istniała pragnął przedostać się do Konstantynopola, gdzie formowane były polskie oddziały ochotnicze. Ostatecznie jednak przekonano go do podróży do Paryża, gdzie wstąpił do Wyższej Szkoły Polskiej, którą ukończył około 1869. Korzystając z dekretu Napoleona III o zwolnieniu z opłat uniwersyteckich młodych emigrantów polskich oraz ze stypendium Komitetu Naukowej Pomocy podjął studia medyczne na paryskiej  Sorbonie. Podczas wojny francusko-pruskiej wstąpił jako ochotnik do oddziału Wolnych Strzelców Paryża i brał udział w kontrnatarciu na Bourges. Za męstwo został odznaczony francuskim medalem wojskowym. Gdy podczas Komuny Paryskiej był asystentem w szpitalu Lariboissière na Montmartrze, 23 maja 1871 w jego obecności zmarł generał Jarosław Dąbrowski, naczelny wódz wojsk Komuny, wcześniej ranny na barykadzie przy ul. Myrha w czasie obrony 19. i 20. dzielnicy Paryża. Poza szpitalem Lariboissière odbywał praktykę także w szpitalach Sainte-Eugénie oraz Saint-Louis. Studia medyczne ukończył w 1875.

### Kariera zawodowa
Po ukończeniu studiów podjął własną praktykę lekarską w Paryżu przy ulicy Turbigo 18, jednak z powodu trudności finansowych zawiesił ją i od stycznia do grudnia 1877 pracował jako lekarz okrętowy na parowcu pasażerskim „Afryka” pływającym między Marsylią a Konstantynopolem. W październiku 1877 czasie jednego z pobytów w Konstantynopolu na prośbę gen. Ludwika Mierosławskiego kontaktował się z legionem polskim organizowanym w ramach armii tureckiej (toczyła się wojna turecko-rosyjska).  Dzięki pomocy dr. Włodzimierza Dmochowskiego z Chartres 1 stycznia 1878 przejął po dr. Bellentenim praktykę lekarską w miejscowości Ouarville, w rolniczym regionie Beauce. Wykonywał ją przez 52 lata. 

### Życie prywatne
W 1875 poznał w Paryżu Marię Bukowską (ur. 1850 w Kauklach na Żmudzi), która wzięła udział w powstaniu styczniowym jako 13-letnia dziewczynka pełniąc funkcję łączniczki w oddziale księdza Mackiewicza. Ożenił się z nią 23 lutego 1878 w paryskim kościele Ste Marie de Batignolles, ślub cywilny miał miejsce w merostwie 17. dzielnicy Paryża w obecności przedstawicieli emigracji polskiej m.in. Sylwestra Staniewicza oraz Ludwika Mierosławskiego. Po ślubie osiedli w willi Mon Repos w Ouarville w regionie Beauce. Mieli czworo dzieci: Stanisława (1879), Marię (1881), Karolinę (1883) i Henryka (1884). 
Zmarł w Paryżu 9 listopada 1930, odwiedzając córkę Marię. Pochowany na cmentarzu w Ouarville.

## Emigracyjna działalność polityczna

### Działalność w paryskim komitecie Ligi Polskiej
W 1887 Gierszyński przystąpił do założonego przez Maksymiliana Hertla paryskiego komitetu Ligi Polskiej, tajnej organizacji założonej w Szwajcarii przez Zygmunta Miłkowskiego (Tomasza Teodora Jeża). 28 lipca 1888 na zjeździe w Genewie objął kierownictwo paryskiego komitetu i wszedł w skład Centralizacji Ligi na miejsce zmarłego Jana Michalskiego. Miał istotny udział w powstaniu na początku 1888 tajnej Gminy Narodowo-Socjalistycznej, założonej przez Stanisława Barańskiego, która nawiązała bliskie stosunki z Ligą Polską. Współpracował z młodzieżową ekspozyturą Ligi czyli konspiracyjnym, paryskim kołem Związku Młodzieży Polskiej „Zet”, kierowanym przez Bolesława Motza. Od 1887 był członkiem honorowym jawnego Towarzystwa Wzajemnej Pomocy Studentów Polskich w Paryżu „Spójnia”. W 1889 podporządkował Lidze utworzony w 1888 przez batiniolczyków paryski, jawny Związek Narodowy Polski. Kierując paryskim komitetem Ligi oddalał się jednak coraz bardziej od linii politycznej Miłkowskiego i Balickiego, którzy byli niechętni ideom socjalistycznym. Stworzony przez Gierszyńskiego układ organizacji emigracyjnych uległ rozpadowi na skutek konfliktów między paryskimi działaczami oraz przekształcenia przez działaczy w kraju z Romanem Dmowskim na czele Ligi Polskiej w Ligę Narodową w 1893.

### Działalność w Związku Wychodźstwa Polskiego
Zrezygnowawszy w 1891 z aktywnej działalności w Związku Narodowym Polskim uległ namowom Miłkowskiego i wstąpił do Związku Wychodźstwa Polskiego, utworzonego w Zurychu w maju 1891, który zrzeszał instytucje i organizacje emigracyjne w różnych krajach. 25 grudnia 1891 został wiceprezesem Komisji Nadzorczej Skarbu Narodowego, z którego          rodków od 1895 wspierano działalność w kraju Ligi Narodowej. Na wniosek Komitetu Centralnego Ligi Narodowej wszyscy członkowie Komisji Nadzorczej zostali zresztą członkami Ligi, w przypadku jednak Gierszyńskiego było to członkostwo tylko formalne, gdyż ideowo związany był z niepodległościowym nurtem polskiego socjalizmu. Stopniowo zbliżał się do PPS i zajmował coraz bardziej odmienne stanowisko od pozostałych członków Komisji Nadzorczej wobec przekazywania odsetek ze Skarbu wyłącznie Lidze Narodowej. W rezultacie w 1903 został wykluczony z Komisji Nadzorczej i wystąpił z Ligi Narodowej, wstępując wraz z małżonką do paryskiej sekcji PPS.

### Działalność w Polskiej Partii Socjalistycznej
W latach poprzedzających wojnę światową Gierszyńscy utrzymywali kontakty głównie z osobami z kręgu Józefa Piłsudskiego, m.in. etnografem Bronisławem Piłsudskim, Walerym Sławkiem, pisarzami Andrzejem Strugiem i Wacławem Sieroszewskim. Wspierali Stefana Żeromskiego w jego walce z „batiniolczykami” zarządzającymi Muzeum w Rapperwilu. Od 1912 do 1914, jako jedyny przedstawiciel emigracji, wchodził w skład zarządu Polskiego Skarbu Wojskowego, instytucji ponadpartyjnej, zainspirowanej przez Piłsudskiego. Po wojnie światowej Gierszyński angażował się w krzewienie legendy Piłsudskiego we Francji, w 1927 został wybrany honorowym prezesem Towarzystwa im. Piłsudskiego we Francji.

## Dom Gierszyńskich i jego goście, związki z literaturą
Gabriela Zapolska sportretowała Gierszyńskich (pod nazwiskiem Zagórowscy) w autobiograficznej powieść Zaszumi las.  W domu w Ouarville kilkakrotnie przebywał Władysław Stanisław Reymont (m.in. w 1896, 1898, 1899). Napisał tam powieść Ziemia obiecana, dramat Za późno oraz podjął decyzję o napisaniu Chłopów. W Ouarville przebywali też malarz Wojciech Gerson (1896), poeci Bogusław Adamowicz, Wincenty Korab-Brzozowski i Felicja Sochaczewska, krakowski aktor Franciszek Frąckiewicz, tłumacze polskiej literatury na szwedzki Ellen Wester (1896) oraz na francuski Franck L. Schoell (1901). Z Gierszyńskimi  zaprzyjaźniony był m.in. Stefan Żeromski. Pensjonariuszem Gierszyńskich był od 1900 do śmierci w 1908 gen. Walery Wróblewski.

## Odznaczenia i spuścizna
W 1923 przyznano mu Krzyż Komandorski z Gwiazdą Orderu Odrodzenia Polski. Gierszyński przekazał swój bogaty księgozbiór medyczny Zakładowi Historii i Filozofii Medycyny Uniwersytetu Poznańskiego, natomiast kolekcję książek, druków i rękopisów Bibliotece Narodowej. Archiwum Gierszyńskich (głównie listy) przechowywane jest w Bibliotece Polskiej w Paryżu. Sam Gierszyński był autorem także broszur o charakterze historycznym i politycznym.

## Twórczość
- Krótki pogląd na powstanie kościuszkowskie, Paryż 1894
- H. Bukowski. Wspomnienie pośmiertne, Paryż 1900
- Maurycy Mochnacki. Krótki rys biograficzno–historyczny, Paryż 1901
- Emigracja i Skarb Narodowy, Kraków 1905
- Jenerał Ludwik Mierosławski. Jego działalność polityczna i wojenna, Kraków 1910